# Campyloneurus phosphor
Campyloneurus phosphor är en stekelart som först beskrevs av Charles Thomas Brues 1924.  Campyloneurus phosphor ingår i släktet Campyloneurus och familjen bracksteklar. Inga underarter finns listade.